# Renaixement anglès

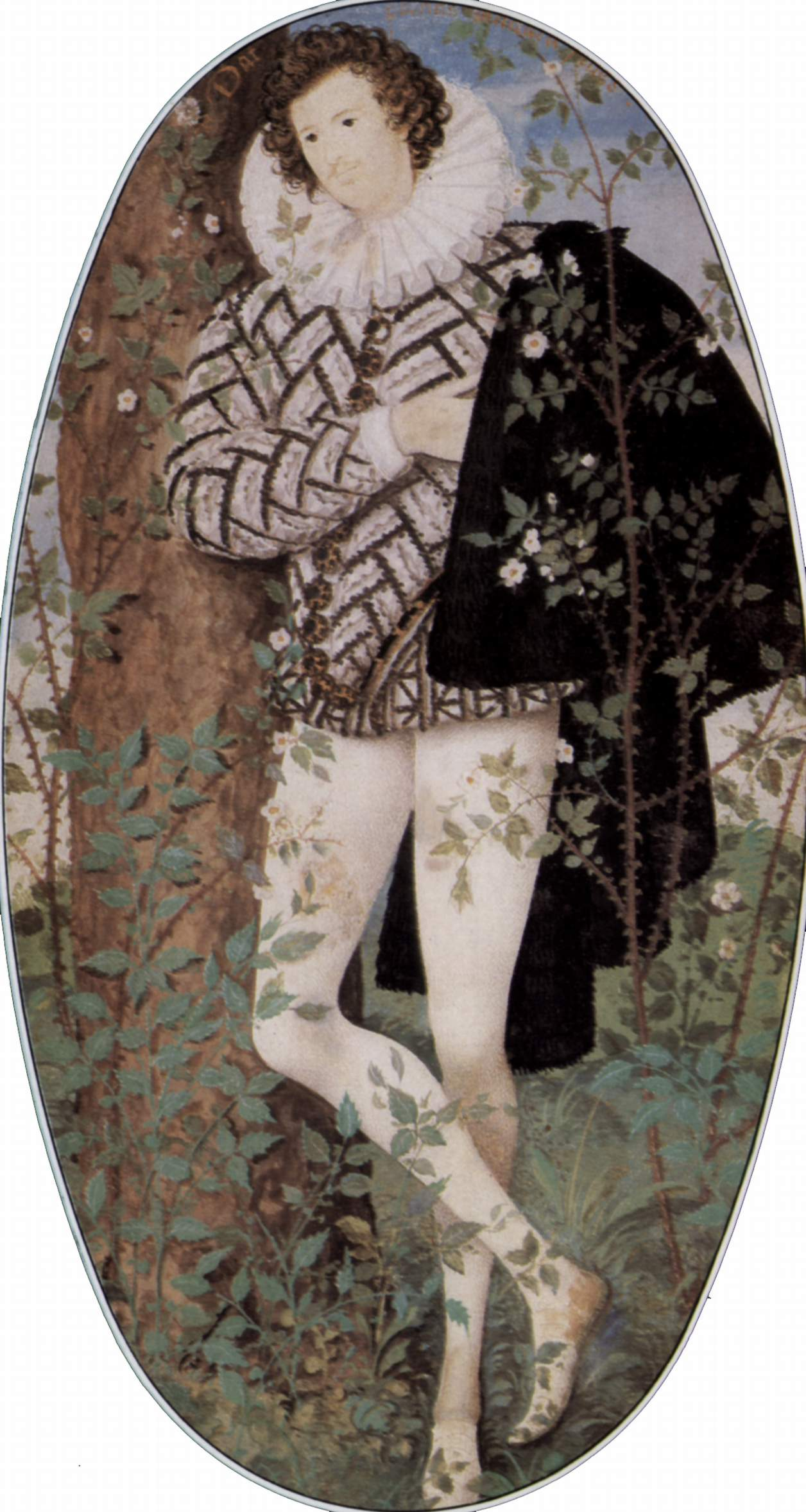
Jove Entre Roses, retrat en miniatura de Nicholas Hilliard, 1588, V&A. Es creu que era Comte d'Essex

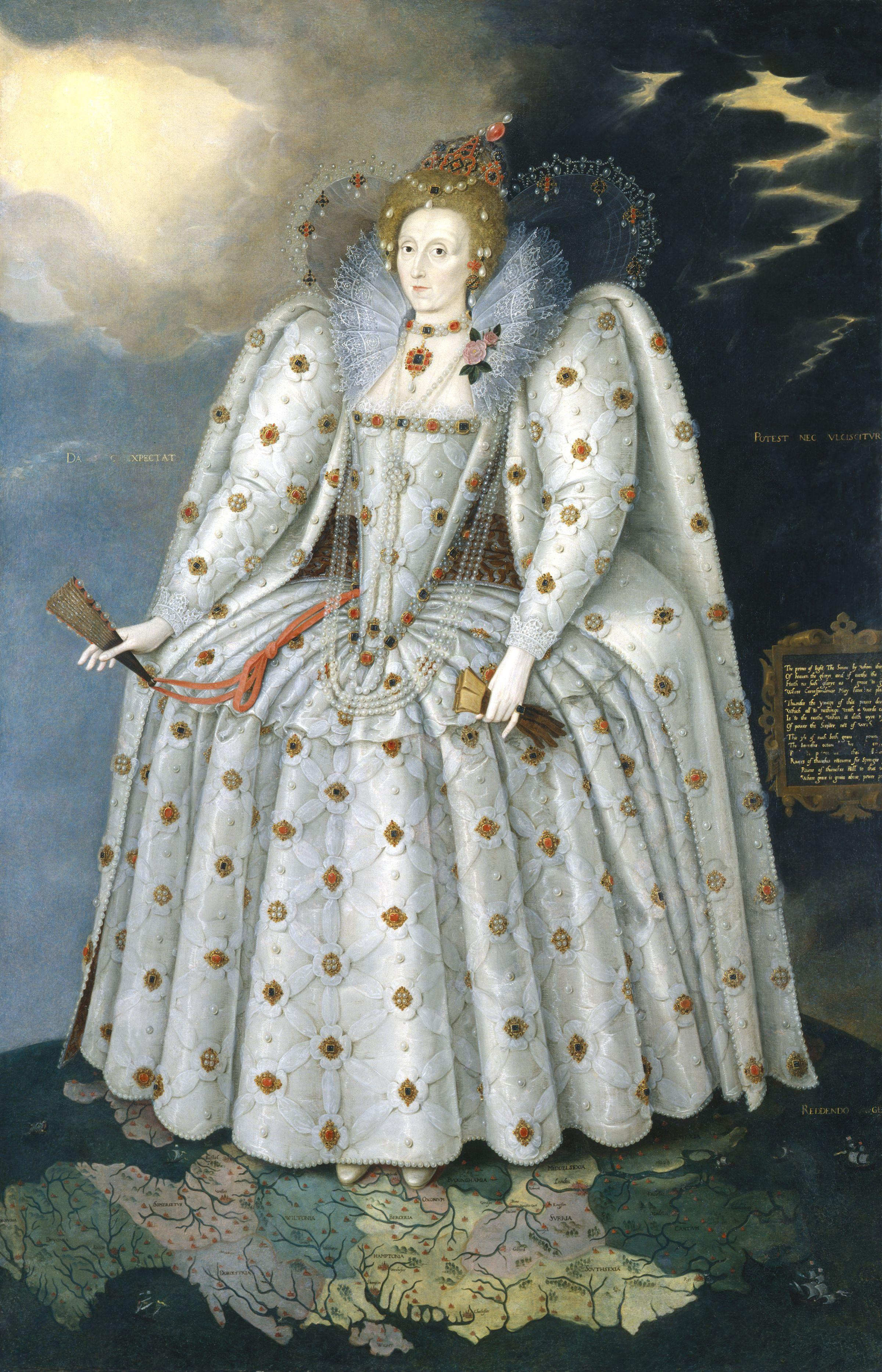
El Retrat Ditchley d'Elisabet I per l'estranger Marcus Gheeraerts el Jove, al voltant de 1592.

El Renaixement anglès va ser un moviment cultural i artístic a Anglaterra que data de finals del segle xv i principis de XVI fins a principis del segle xvii. S'associa amb el Renaixement paneuropeu que se sol considerar com a originari d'Itàlia durant el segle XIV; com la major part del nord d'Europa, Anglaterra va veure aquests avanços només fins a més d'un segle després i de manera minsa. El principi del Renaixement anglès es data sovint, per la seva conveniència, a començar en el 1485, quan la batalla del camp de Bosworth acaba amb les Guerres de les Roses i inaugura la Dinastia Tudor. L'estil i idees renaixentistes, però, van trigar a penetrar Anglaterra, i l'era elisabetiana durant la segona meitat del segle xvi és generalment considerada com l'apogeu del Renaixement anglès.